# Yohanes Harun Yuwono
Yohanes Harun Yuwono (ur. 4 lipca 1964 w Way Ray) – indonezyjski duchowny katolicki, biskup diecezjalny Tanjungkarang w latach 2013-2021, arcybiskup Palembangu od 2021.

## Życiorys
Święcenia kapłańskie otrzymał 8 grudnia 1992 i został inkardynowany do diecezji Pangkal-Pinang. Po krótkim stażu wikariuszowskim oraz studiach w Rzymie objął funkcję wychowawcy w seminarium w Pemantangsiantar. W latach 2008–2009 przebywał w Manili, a przez kolejny rok pracował w kurii diecezjalnej jako szef sekretariatu ds. duszpasterskich. W 2011 mianowany rektorem seminarium w Pemantangsiantar.
19 lipca 2013 papież Franciszek mianował go biskupem diecezjalnym Tanjungkarang. 10 października 2013 z rąk arcybiskupa Aloysiusa Sudarso przyjął sakrę biskupią. 3 lipca 2021 papież mianował go arcybiskupem Palembangu. Ingres odbył się 10 października 2021.